# گیبون گونه‌سفید جنوبی
گیبون گونه‌سفید جنوبی (نام علمی: Nomascus siki) نام یک گونه از سرده نوماسکوس است.